# MTV Movie Awards 1999
MTV Movie Awards 1999 — ежегодная церемония вручения кинонаград канала MTV, которая прошла 5 июня 1999 года в аэропорте «Barker Hangar» в городе Санта-Моника. Ведущей церемонии была Лиза Кудроу.

## Исполнители
- Кид Рок — Bawitdaba
- Уилл Смит — Wild Wild West
- Робби Уильямс — Millennium

## Победители и номинанты
Победители написаны первыми и выделены жирным шрифтом.

### Лучший фильм
Все без ума от Мэри
- Армагеддон
- Спасти рядового Райана
- Влюблённый Шекспир
- Шоу Трумана

### Лучшая мужская роль
Джим Керри — «Шоу Трумана»
- Бен Аффлек — «Армагеддон»
- Том Хэнкс — «Спасти рядового Райана»
- Адам Сэндлер — «Маменькин сыночек»
- Уилл Смит — «Враг государства»

### Лучшая женская роль
Камерон Диас — «Все без ума от Мэри»
- Дженнифер Лав Хьюитт — «Не могу дождаться»
- Дженнифер Лопес — «Вне поля зрения»
- Гвинет Пэлтроу — «Влюблённый Шекспир»
- Лив Тайлер — «Армагеддон»

### Прорыв года: актёр
Джеймс Ван Дер Бик — «Студенческая команда»
- Рэй Аллен — «Его игра»
- Джозеф Файнс — «Влюблённый Шекспир»
- Джош Хартнетт — «Хэллоуин: 20 лет спустя»
- Крис Рок — «Смертельное оружие 4»

### Прорыв года: актриса
Кэти Холмс — «Непристойное поведение»
- Кейт Бланшетт — «Елизавета»
- Брэнди Норвуд — «Я всё ещё знаю, что вы сделали прошлым летом»
- Рэйчел Ли Кук — «Это всё она»
- Кэтрин Зета-Джонс — «Маска Зорро»

### Лучший актёрский дуэт
Джеки Чан и Крис Такер — «Час пик»
- Бен Аффлек и Лив Тайлер — «Армагеддон»
- Николас Кейдж и Мег Райан — «Город ангелов»
- Фредди Принц-младший и Рэйчел Ли Кук — «Это всё она»
- Бен Стиллер и Камерон Диас — «Все без ума от Мэри»

### Лучший злодей
Мэтт Диллон — «Все без ума от Мэри»
- Стивен Дорфф — «Блэйд»
- Чаки (Брэд Дуриф) — «Невеста Чаки»
- Джет Ли — «Смертельное оружие 4»
- Роуз Макгоуэн — «Королевы убийства»

### Лучшая комедийная роль
Адам Сэндлер — «Маменькин сыночек»
- Камерон Диас — «Все без ума от Мэри»
- Крис Рок — «Смертельное оружие 4»
- Бен Стиллер — «Все без ума от Мэри»
- Крис Такер — «Час пик»

### Лучший поцелуй
Джозеф Файнс и Гвинет Пэлтроу — «Влюблённый Шекспир»
- Джордж Клуни и Дженнифер Лопес — «Вне поля зрения»
- Мэтт Диллон, Дениз Ричардс и Нив Кэмпбелл — «Дикость»
- Джереми Айронс и Доминик Суэйн — «Лолита»
- Бен Стиллер и Камерон Диас — «Все без ума от Мэри»

### Лучшая песня
Aerosmith — I Don’t Want to Miss a Thing (из фильма «Армагеддон»)
- Алия — Are You That Somebody? (из фильма «Доктор Дулиттл»)
- Goo Goo Dolls — Iris (из фильма «Город ангелов»)
- Green Day — Nice Guys Finish Last (из фильма «Студенческая команда»)
- Jay-Z — Can I Get A… (из фильма «Час пик»)

### Самый зрелищный эпизод
Армагеддон
- Смертельное оружие 4
- Ронин
- Спасти рядового Райана

### Лучшая драка
Бен Стиллер vs. опухший пёс — «Все без ума от Мэри»
- Уэсли Снайпс vs. Вампиры — «Блэйд»
- Антонио Бандерас vs. Кэтрин Зета-Джонс — «Маска Зорро»
- Джеки Чан и Крис Такер vs. китайская банда — «Час пик»

### Лучший новый режиссёр
Гай Ричи — «Карты, деньги, два ствола»

## Статистика
Фильмы, получившие наибольшее число номинаций.
| Фильм                                              | номинации |
| -------------------------------------------------- | --------- |
| Все без ума от Мэри / There’s Something About Mary | 8         |
| Армагеддон / Armageddon                            | 6         |
| Влюблённый Шекспир / Shakespeare in Love           | 4         |
| Смертельное оружие 4 / Lethal Weapon 4             | 4         |
| Час пик / Rush Hour                                | 4         |